# Кулдре

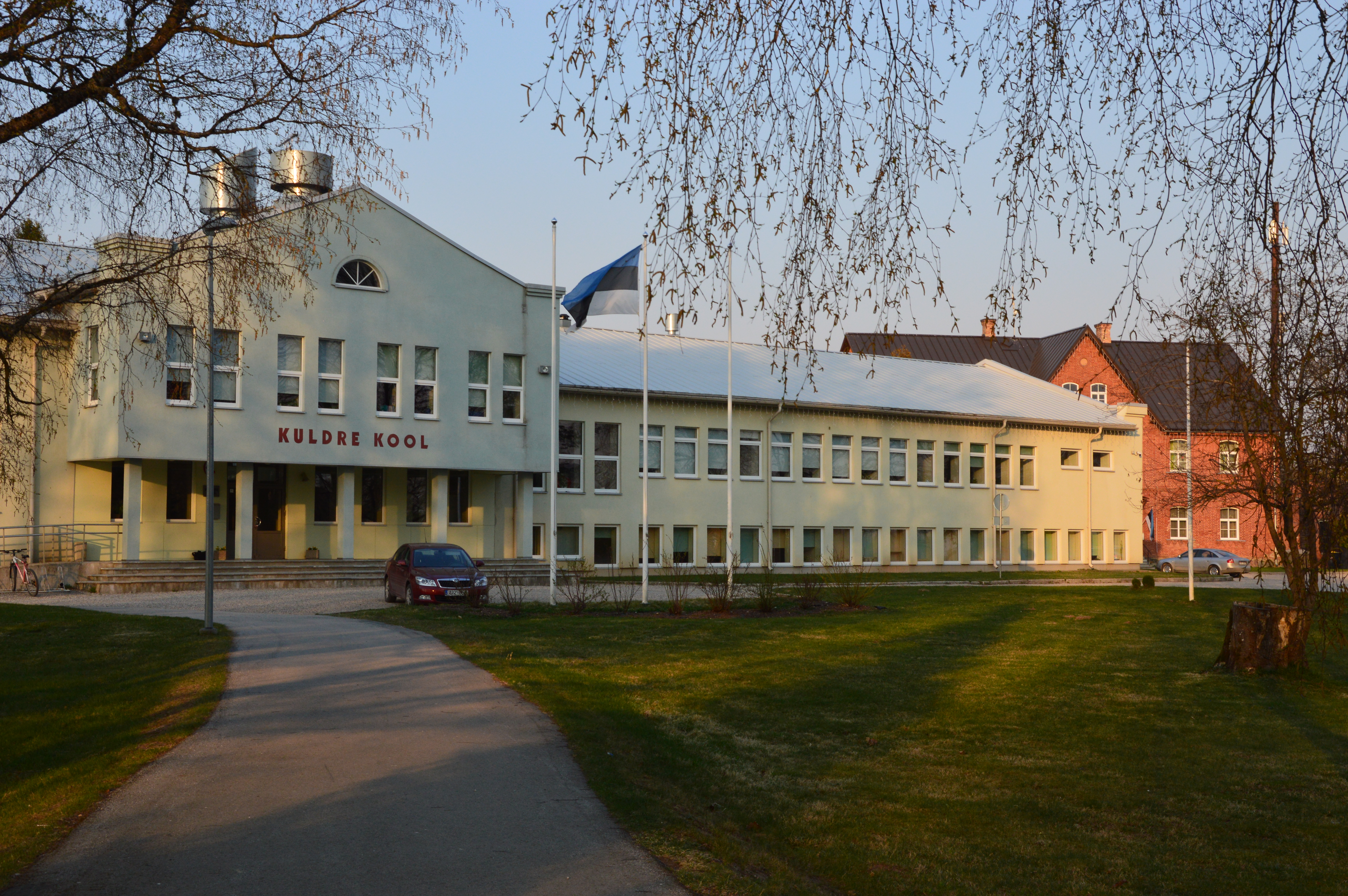
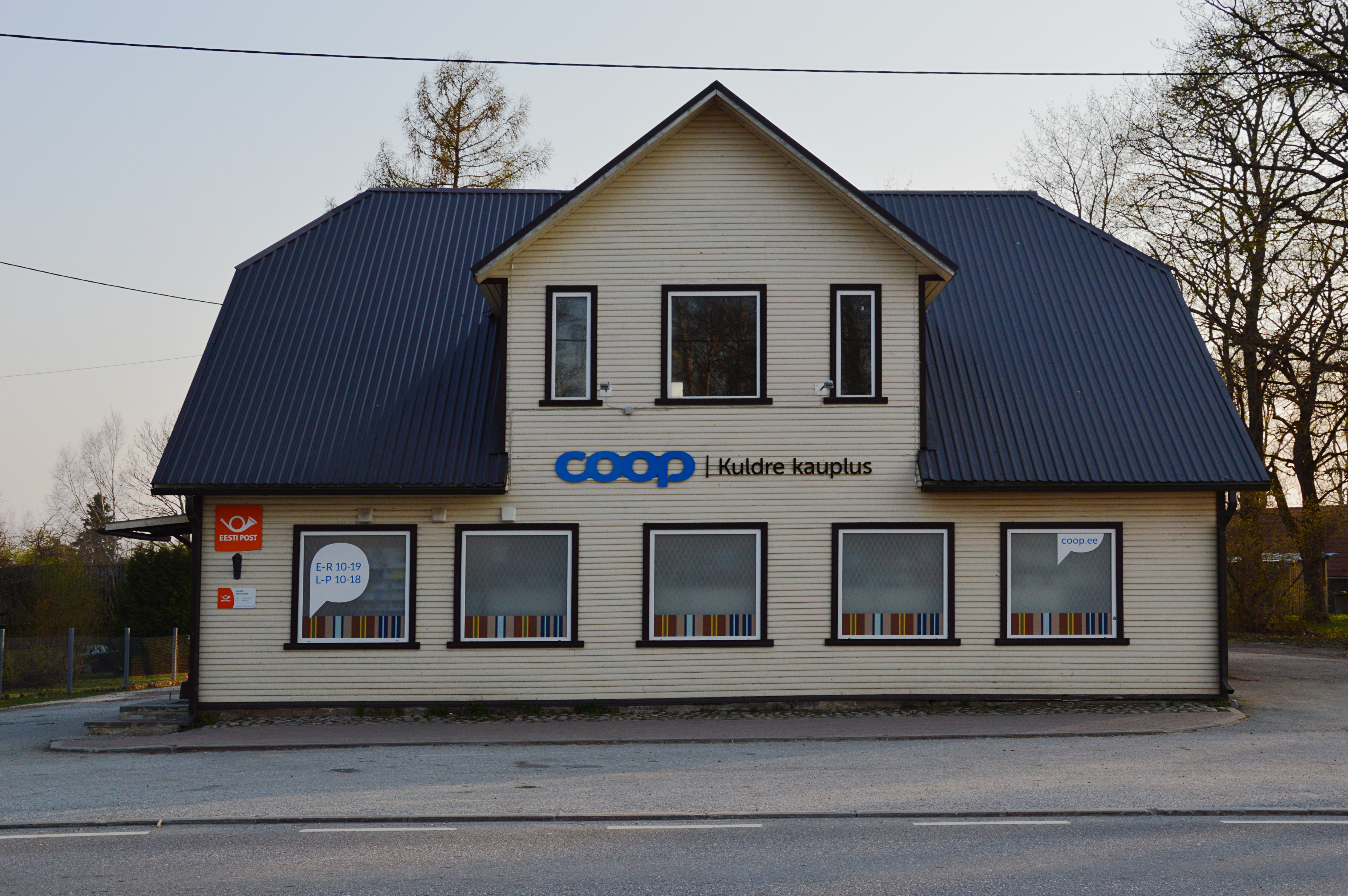

Кулдре (ест. Kuldre) або Кулдрі ест. Kuldri) — село в Естонії. Адміністративний центр волості Урвасте, повіту Вирумаа.